# Isa canaria
La Isa canaria è un tipo di canto e ballo, tipico delle Isole Canarie e tra i più noti di tutto l'arcipelago. Assieme alla Malagueña e alla Folia rappresenta il fulcro del folclore canarino.
Basata su un intenso ritmo ternario viene ottenuto, le melodie sono veloci e allegre>. Gli strumenti di accompagnamento sono la chitarra, il liuto, il mandolino e il timple.